# Varcia hilaris
Varcia hilaris är en insektsart som först beskrevs av Stsl 1865.  Varcia hilaris ingår i släktet Varcia och familjen Nogodinidae. Inga underarter finns listade i Catalogue of Life.